# Limulus polyphemus
Limulus polyphemus (лат.) — вид хелицеровых из отряда мечехвостов. Распространены в Мексиканском заливе и вдоль атлантического побережья Северной Америки. Главный пункт назначения ежегодных миграций этих мечехвостов — залив Делавэр.

## Анатомия и физиология

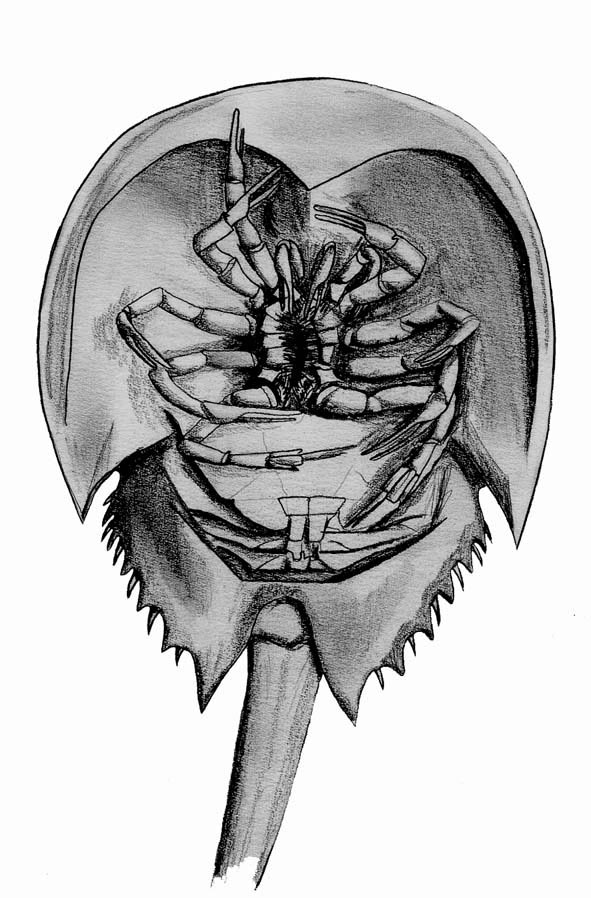
Вид перевёрнутого мечехвоста.

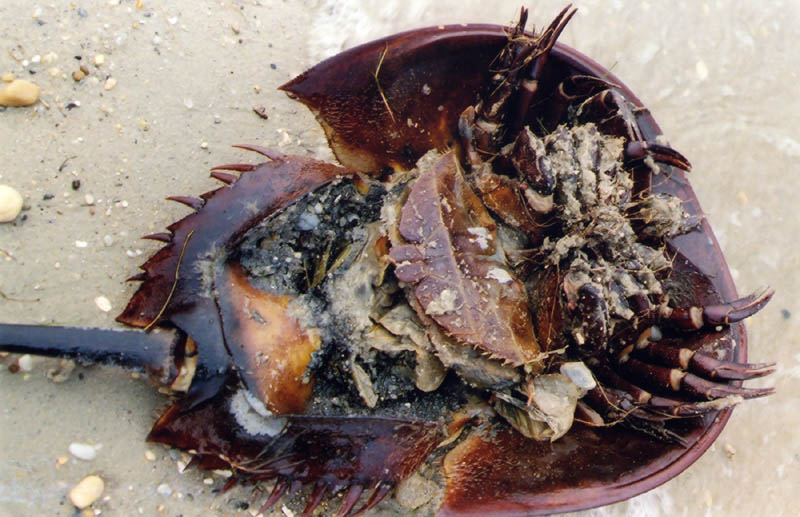
Самка (вид снизу).

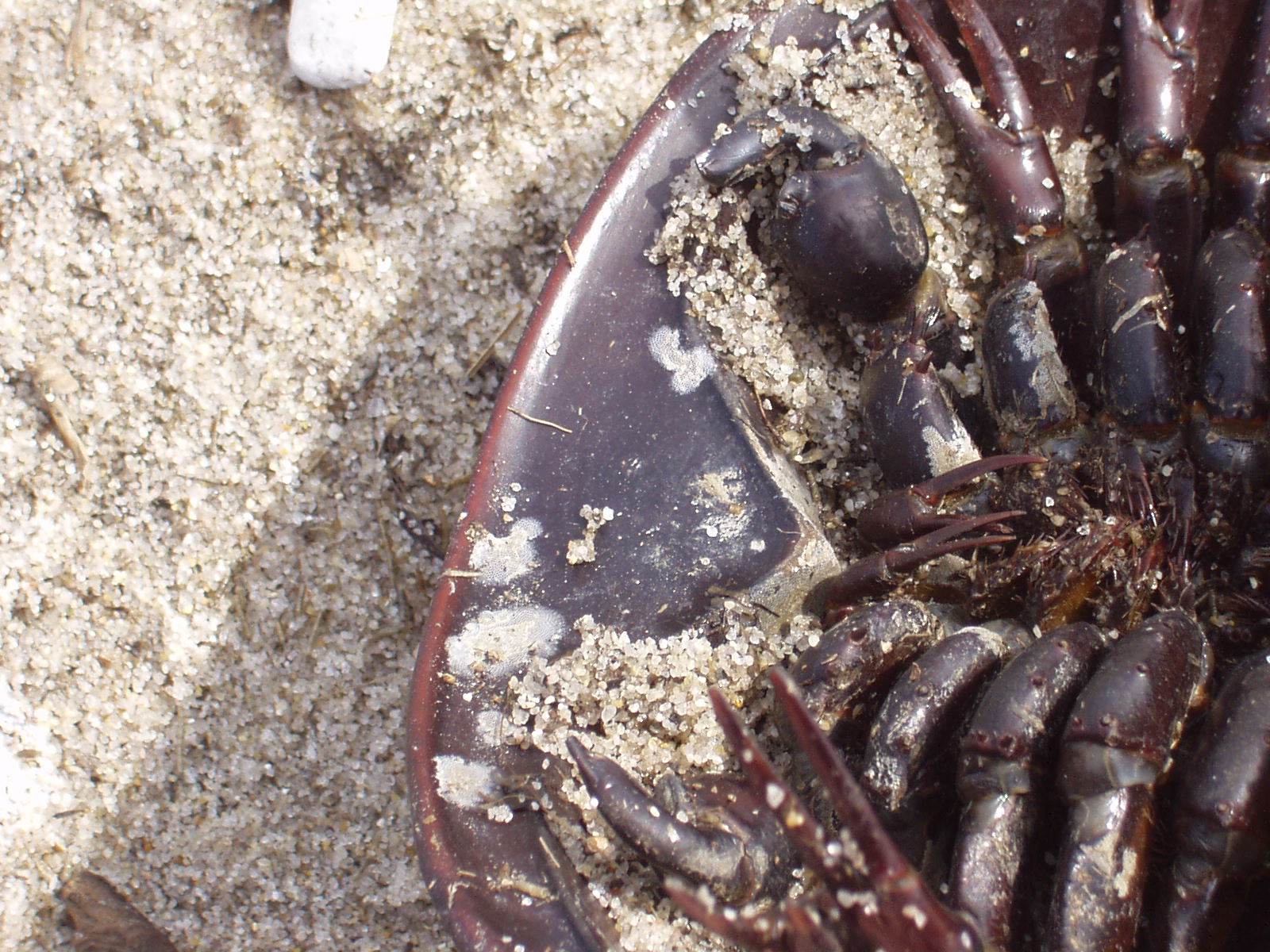
Самец (вид снизу).

Тело состоит из просомы — передней или верхней части — и опистосомы (соответственно, нижней или задней), а также хвоста.

### Зрение
Учёные изучали Limulus polyphemus, чтобы больше узнать об эволюции зрения. Нобелевская премия по медицине за 1967 год была вручена, среди прочего, за исследование глаз мечехвостов.

## Образ жизни и поведение
Мечехвосты играют значительную роль в экосистеме. Их яйцами питаются прибрежные морские птицы, например, исландский песочник, а взрослыми особями — морские черепахи.
Питаются моллюсками, кольчатыми червями, другими морскими беспозвоночными, рыбой.

## Эволюция
В триасовых и юрских отложениях встречаются мечехвосты, практически не отличающиеся от ныне живущих и также относящиеся к современному роду Limulus, который на этом основании причисляют к живым ископаемым.

## Хозяйственное значение
Кровь используется в медицине, а сами мечехвосты в качестве приманки (наживки) для рыбы и в научных целях.
Индейцы ранее употребляли в пищу яйца мечехвостов.

## Охрана

### В США
Ещё в начале XX века существовало ложное представление о том, что мечехвосты вредят рыболовству. В это время на полуострове Кейп-Код за каждого мёртвого представителя Limulus polyphemus выплачивалось вознаграждение в размере 5 центов.
С 1970-х годов размер популяций вида сокращается. В 2008 был запущен крупный проект по подсчёту мечехвостов и выработке правил обращения с ними.

### В Мексике
С 1994 года популяции на Юкатане признаются находящимися под угрозой согласно мексиканскому законодательству. С 1960-х они сократились, а существующие сегодня в основном находятся в границах охранных зон.